# Cachoeira de Patalpani
Patalpani (ou Patal Pani) é uma cachoeira localizada na cidade de Indore, no estado de Madhya Pradesh, Índia, com noventa metros de altura.
A cachoeira ficou famosa depois que três membros de uma família morreram afogadas em 17 de julho de 2011, quando uma enchente relâmpago causou um aumento repentino do fluxo de água na cachoeira. A corrente de água pegou todas as cinco pessoas e três delas Chhavi, Chandrashekhar e Mudita se afogaram, enquanto as pessoas locais resgataram o irmão Mudita e outro jovem.